# Resaltador

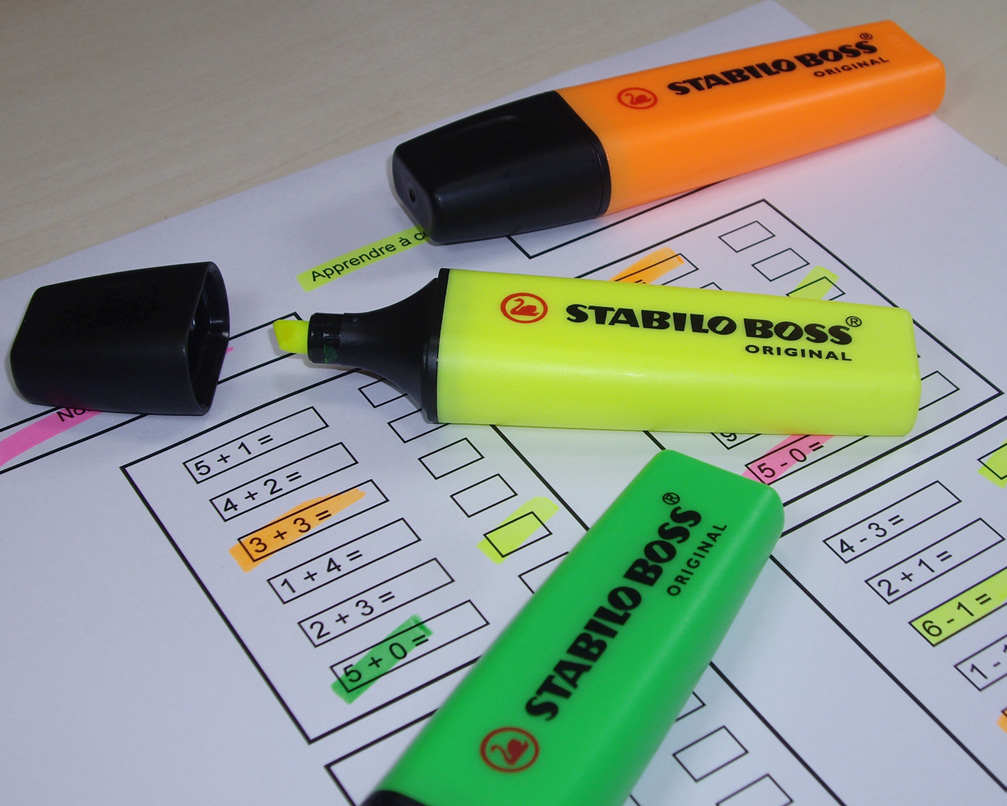
Resaltadores de distintos colores.

Un resaltador, subrayador, marcatextos o destacador es un tipo de marcador de tinta fluorescente que se utiliza para señalar las partes más relevantes de un texto. Los más comunes son los amarillos, pero también existen de color naranja, verde, celeste, rosa y violeta. Estos colores generalmente están fabricados con piranina en el caso del color amarillo. Para otros colores se utilizan sustancias diferentes como las rodaminas (rodaminas 6GD, rodaminas B).

## Historia
Un marcatextos es básicamente un trozo de fieltro para escribir insertado en un tubo relleno con tinta transparente fluorescente. El primer resaltador fue introducido en 1963 por Carter's Ink Company, bajo la marca Sharpie. Avery Dennison Corporation Es la poseedora actual de la marca, después de haber adquirido la Carter's Ink Company en 1975.
Pero la empresa Stabilo-Boss lleva produciendo marcatextos de punta de fieltro desde 1971. Es la empresa líder en Europa en la fabricación de resaltadores. En 2003, la compañía cambió su nombre a Stabilo International.

## Tipos de resaltadores

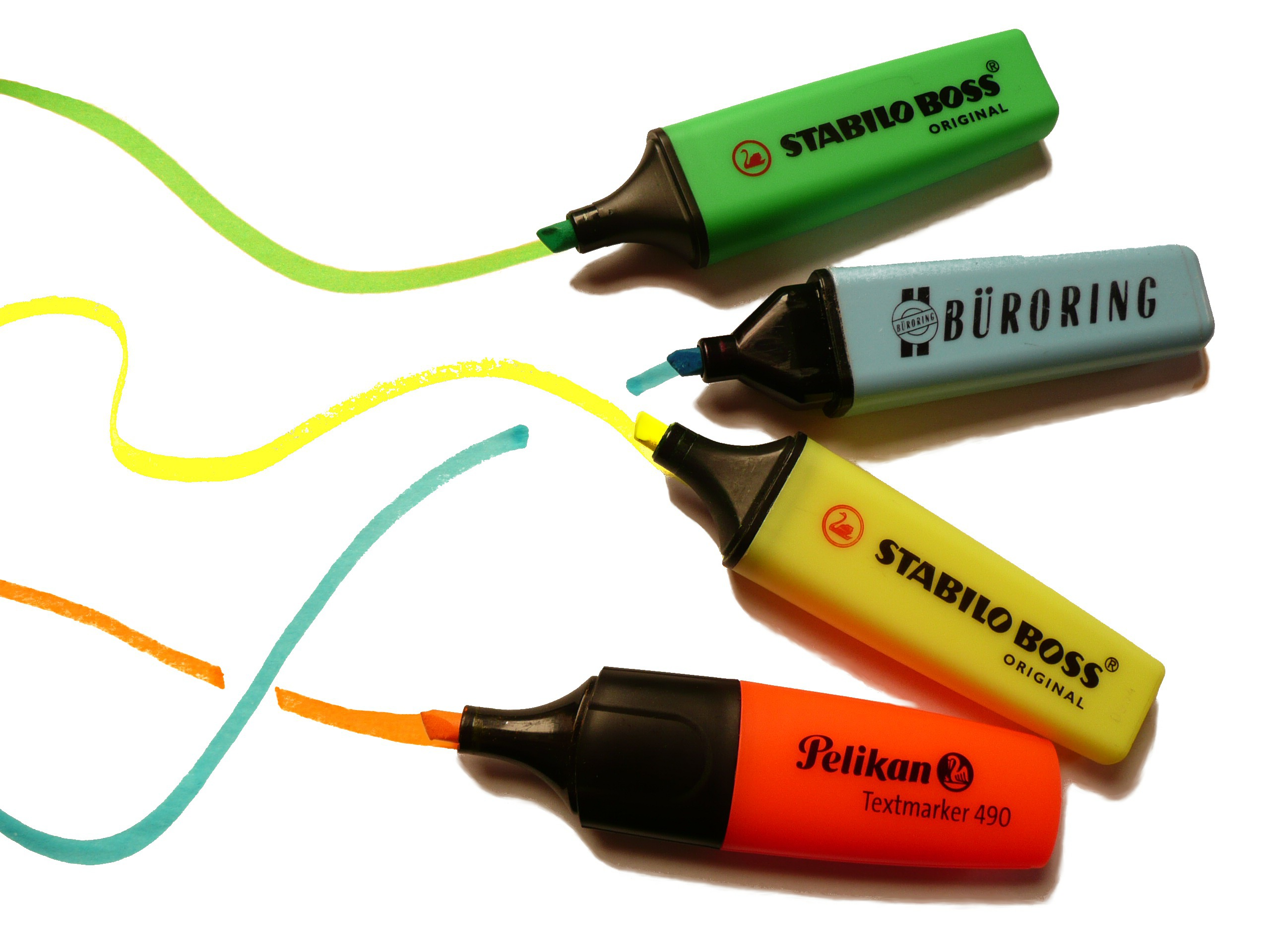
Marcatextos de color verde, azul, rosa, amarillo y naranja

Muchos resaltadores vienen en colores brillantes, a menudo en colores fluorescentes. Al ser fluorescentes, la tinta del marcatexto brilla al ser expuesta a la luz negra. El amarillo es el color preferido cuando se hace una fotocopia ya que no produce una sombra en la copia. Sin embargo, el uso simultáneo de distintos colores de marcatexto puede hacer que la información se vea más organizada y sea más fácil de leer.
Están disponibles en múltiples presentaciones, incluyendo algunos que tienen una punta de fieltro retráctil o un borrador en la parte opuesta del marcatexto. Otros tipos de resaltadores incluyen un trilighter, una pluma triangular con una punta de diferente color en cada esquina y los que son apilables. También hay algunas formas de resaltadores que tienen calidad similar a las pinturas al óleo.

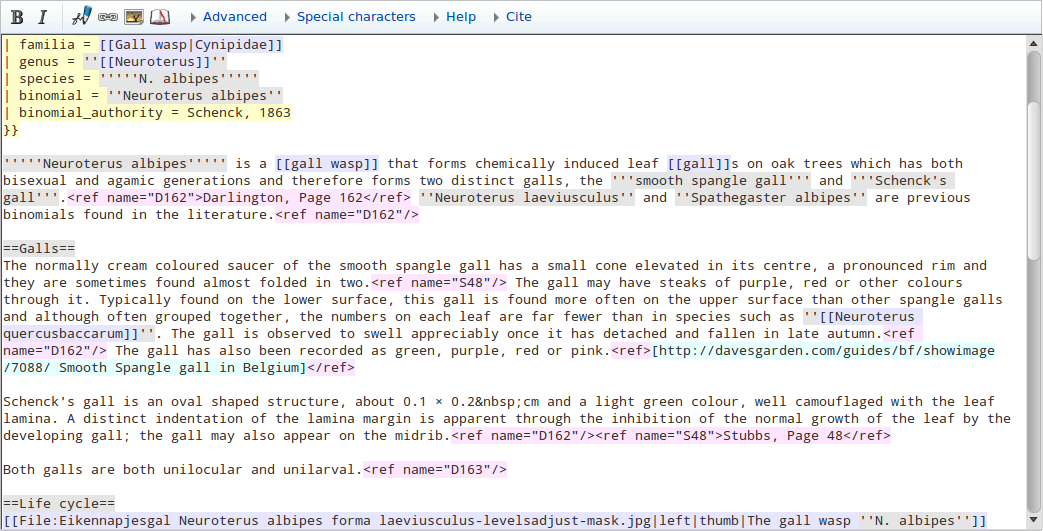
Resaltado de sintaxis en Wikipedia

Los marcatextos de gel contienen en vez de un trozo de fieltro, gel. Entre las ventajas del gel están la de que no traspasa la hoja, ni se seca dentro del tubo como otras tintas de resaltadores, tal vez sí podría hacerlo.

## Informática
Algunos procesadores de texto, como Microsoft Office o LibreOffice, incluso lectores de PDF como el Adobe Acrobat pueden simular un resaltado de texto modificando el color de fondo del texto a seleccionar. Puede utilizarse para ello cualquier color, incluyendo negro.